# Get Lucky (Daft Punk)
Get Lucky è un singolo del gruppo musicale francese Daft Punk, pubblicato il 19 aprile 2013 come primo estratto dal quarto album in studio Random Access Memories.
Il brano ha raggiunto le prime dieci posizioni di oltre trenta nazioni, arrivando a vendere oltre sette milioni di copie nel settembre 2013. È stato premiato ai Grammy Awards 2014 come Registrazione dell'anno e Miglior performance pop di un duo o un gruppo. Inoltre il lyric video del brano ha ottenuto la certificazione Vevo.

## Descrizione
Il brano ha visto la partecipazione di Pharrell Williams alla voce e di Nile Rodgers alla chitarra, ed è stato preceduto da una grande e vasta campagna virale, facendo salire le aspettative e l'attesa per la pubblicazione. Dopo l'uscita il brano ottiene subito ottimi risultati di ascolti e di vendite, risultando primo in molti Paesi. Get Lucky rappresenta inoltre la nuova frontiera della musica dei Daft Punk, basata su suoni molto più funky e pop rispetto ai suoni molto elettronici dei precedenti album. Da sottolineare il fatto che la canzone non presenta alcun campionamento di altre canzoni, cosa che i Daft Punk erano abituati a fare molto frequentemente (come per esempio con Discovery, fatto quasi interamente con campionamenti di canzoni anni settanta).

## Tracce
Testi e musiche di Thomas Bangalter, Guy-Manuel de Homem-Christo, Nile Rodgers e Pharrell Williams
Download digitale, CD promozionale (Europa, Giappone)
1. Get Lucky (Radio Edit) (feat. Pharrell Williams & Nile Rodgers) – 4:08

Download digitale – remix, CD promozionale (Europa, Giappone)
1. Get Lucky (feat. Pharrell Williams & Nile Rodgers) (Daft Punk Remix) – 10:32

CD singolo (Europa)
1. Get Lucky (Album Version) – 6:07
2. Get Lucky (Radio Edit) – 4:08

12" (Europa)
- Lato A

1. Get Lucky (Daft Punk Remix) – 10:32

- Lato B

1. Get Lucky (Album Version) – 6:07
2. Get Lucky (Radio Edit) – 4:08

## Formazione
Musicisti
- Daft Punk – voce, sintetizzatore
- Pharrell Williams – voce
- Nile Rodgers – chitarra
- Paul Jackson, Jr. – chitarra
- Nathan East – basso
- Chris Caswell – tastiera
- Omar Hakim – batteria

Produzione
- Thomas Bangalter – produzione
- Guy-Manuel de Homem-Christo – produzione
- Peter Franco – registrazione, assistenza missaggio
- Mick Guzauski – registrazione, missaggio
- Florian Lagatta – registrazione
- Daniel Lerner – ingegneria audio digitale
- Seth Waldmann – assistenza missaggio, assistenza registrazione
- Cory Brice – assistenza registrazione
- Nicolas Essig – assistenza registrazione
- Eric Eylands – assistenza registrazione
- Derek Karlquist – assistenza registrazione
- Miguel Lara – assistenza registrazione
- Mike Larson – assistenza registrazione
- Kevin Mills – assistenza registrazione
- Charlie Pakkari – assistenza registrazione
- Bill Rahko – assistenza registrazione
- Kyle Stevens – assistenza registrazione
- Doug Tyo – assistenza registrazione
- Eric Weaver – assistenza registrazione
- Alana Da Fonseca – registrazione aggiuntiva
- Phil Joly – registrazione aggiuntiva
- Bob Ludwig – mastering

## Classifiche

### Classifiche settimanali
| Classifica (2013-22)           | Posizione massima |
| ------------------------------ | ----------------- |
| Australia                      | 1                 |
| Austria                        | 1                 |
| Belgio (Fiandre)               | 1                 |
| Belgio (Vallonia)              | 1                 |
| Canada                         | 2                 |
| Danimarca                      | 1                 |
| Finlandia                      | 2                 |
| Francia                        | 1                 |
| Germania                       | 1                 |
| Grecia                         | 97                |
| Irlanda                        | 1                 |
| Italia                         | 1                 |
| Lussemburgo                    | 1                 |
| Norvegia                       | 2                 |
| Nuova Zelanda                  | 2                 |
| Paesi Bassi                    | 2                 |
| Perù                           | 159               |
| Portogallo                     | 109               |
| Regno Unito                    | 1                 |
| Repubblica Ceca                | 2                 |
| Slovacchia                     | 9                 |
| Spagna                         | 1                 |
| Stati Uniti                    | 3                 |
| Stati Uniti (dance/electronic) | 1                 |
| Svezia                         | 2                 |
| Svizzera                       | 1                 |
| Ungheria                       | 1                 |

### Classifiche di fine anno
| Classifica (2013)              | Posizione |
| ------------------------------ | --------- |
| Australia                      | 7         |
| Belgio (Fiandre)               | 2         |
| Belgio (Vallonia)              | 3         |
| Canada                         | 6         |
| Francia                        | 1         |
| Germania                       | 4         |
| Irlanda                        | 4         |
| Italia                         | 1         |
| Nuova Zelanda                  | 9         |
| Paesi Bassi                    | 3         |
| Spagna                         | 2         |
| Regno Unito                    | 2         |
| Stati Uniti                    | 14        |
| Stati Uniti (dance/electronic) | 2         |
| Svizzera                       | 3         |
| Ungheria                       | 6         |
| Classifica (2014)              | Posizione |
| Italia                         | 79        |
| Classifica (2022)              | Posizione |
| Francia                        | 198       |